# Flóra (biológia)

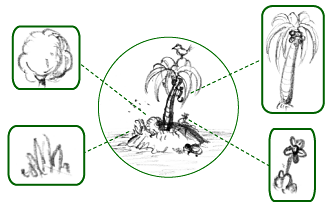
Egy sziget flórájának egyszerűsített ábrája - minden növényfaj bekeretezve szerepel

A botanikában a flóra (többes számban: flórák vagy florae) fogalomnak két jelentése van. A flóra általános értelemben egy terület (például a Kárpát-medence vagy Magyarország) vagy egy időszak (például a kréta időszak) teljes, elsősorban őshonos növényzete. A flóra alapegysége a faj: egy-egy terület flóráján az ott élő fajok (esetleg faj alatti rendszertani egységek) együttesét értjük. A flóra második jelentése könyv vagy egyéb mű ami egy adott területen vagy időszakban élő növényfaj leírását tartalmazza, lehetővé téve az azonosítást. Néhány klasszikus és modern flóra az alábbiakban kerül felsorolásra.
A flóra szó a virágok római istennője Flora nevéből ered. A kifejezés párja az állatvilágban a fauna. A flórát a faunát és az élet más formáit, például a gombákat együttesen biótának nevezik.
A flóra értelemszerűen függ az adott terület környezeti viszonyaitól és azok kialakulásától, egyebek közt a környező területek hatásától (migráció, izoláció). A növényzet ökológiailag vagy növénytársulástanilag körülhatárolható egysége a vegetáció (mint például a homoksivatagok vegetációja).
A növénytakaró a flóra összetétele alapján földrajzi egységekre tagolható; ezzel a növényföldrajz foglalkozik. Az egyes egységek határait az endemikus flóra részaránya és a jellegzetes fajok, nemzetségek, családok elterjedése alapján vonjuk meg. Különösen  fontos a flóraválasztók (a területhatárok sűrűsödési pontjainak) szerepe: ilyen például a Magyar Középhegység vonulatában a Dunakanyar, amin 145 faj nem lép át. A hat (ha az indo-maláj egységet külön birodalomnak tekintjük: hét) globális egységet flórabirodalomnak nevezzük. Ezek határait a növénycsaládok határai alapján jelöljük ki. A kisebb egységek (flóraterület, -tartomány, -vidék és -járás) elhatárolásához a nemzetségek, fajok elterjedését használjuk.

## A növényzet fajösszetételét meghatározó tényezők és vizsgálatuk módszerei
Egy terület növényzetének fajösszetétele függ:
1. a jelen,
2. a múlt

környezeti tényezőitől.
A múlt máig élő hatásait vizsgálva két kérdésre kell összpontosítanunk:
- Milyen fajok maradhattak meg a múltból? (Ezek a reliktum fajok.)
- Milyen fajok fejlődhettek ki a múltból? (Ezek az endemikus fajok.)

Általános tendencia, hogy minél régebbi egy hatás, annál kevésbé szembeötlő.
A növénytakaró lassú változása a szekuláris szukcesszió. Ez szorosan összefügg az éghajlat változásával, ezért sosem ismétlődhet meg (az éghajlat és vele a flóra nem változhat kétszer ugyanúgy). Az egykori vegetáció rekonstruálásához leginkább a mikrofosszíliákat (polleneket, spórákat) használják. Az egykori növényzetről akkor kaphatjuk a legpontosabb képet, ha ezek analitikai és statisztikai (minőségi és mennyiségi) vizsgálatait a korszerű rétegtani korazonosító módszerekkel egészítjük ki. A nagyobb lápokban és tavakban mélyített fúrásokból vett minták vizsgálata lehetővé teszi az egykori fás növényzet viszonylag pontos megismerését. Fontos közvetett bizonyítékokkal szolgál a jelenkori vegetáció vertikális és horizontális övezetességének megismerése.

## Flóra osztályozások
A növények csoportosíthatók terület, időszak, speciális környezet vagy éghajlat alapján. A területek földrajzilag elkülönülő élőhelyek, például hegyek vagy síkságok. A flóra jelentheti egy történelmi korszak növényvilágát. például a fosszilis flórát. Végül a flórák elkülöníthetők a különleges környezetek alapján:
- Őshonos flóra. A terület természetes vagy őshonos flórája.
- Mezőgazdasági és kerti flóra. Emberek által termesztett növények.
- Gyom flóra. A hagyomány szerint a nem kívántnak tartott növények tartoznak ebbe a csoportba, melyeket igyekeznek ellenőrzés alatt tartani vagy elpusztítani. Manapság a rendeltetést ritkábban használják a növényvilág osztályozására, mivel három különböző típusú növény tartozik ide: gyomnövény fajok, megszálló fajok (melyek lehetnek gyomok is), valamint őshonos és betelepített nem gyomnövény fajok, melyek mezőgazdasági szempontból nem kívántak. Sok korábban gyomnak tekintett őshonos növény úgy tűnik hasznos vagy legalábbis szükséges a különböző ökoszisztémák számára.

A bakteriális szervezeteket néha a flóra részének tekintik és a bakteriális flóra, illetve a növényi flóra elnevezéseket használják a megkülönböztetésükre.

## Egyezményes flórák
Hagyományosan a flórák könyvek formájában kerülnek kiadásra, de manapság CD-ROM-on vagy weblapon is megjelenhetnek. A flóra által beborított terület meghatározható földrajzilag vagy politikailag. A flórák hatékony használata rendszerint valamennyi botanikai szaktudást igényel.
Egy flóra gyakran diagnosztikus kulcsokat tartalmaz. Ezek gyakran azonosító kulcsok avagy határozókulcsok. melyekhez a felhasználónak többször meg kell vizsgálnia a növényt és el kell döntenie, hogy a növény a flórában megadott két jellemző közül melyikkel rendelkezik.

### Klasszikus flórák
Európa

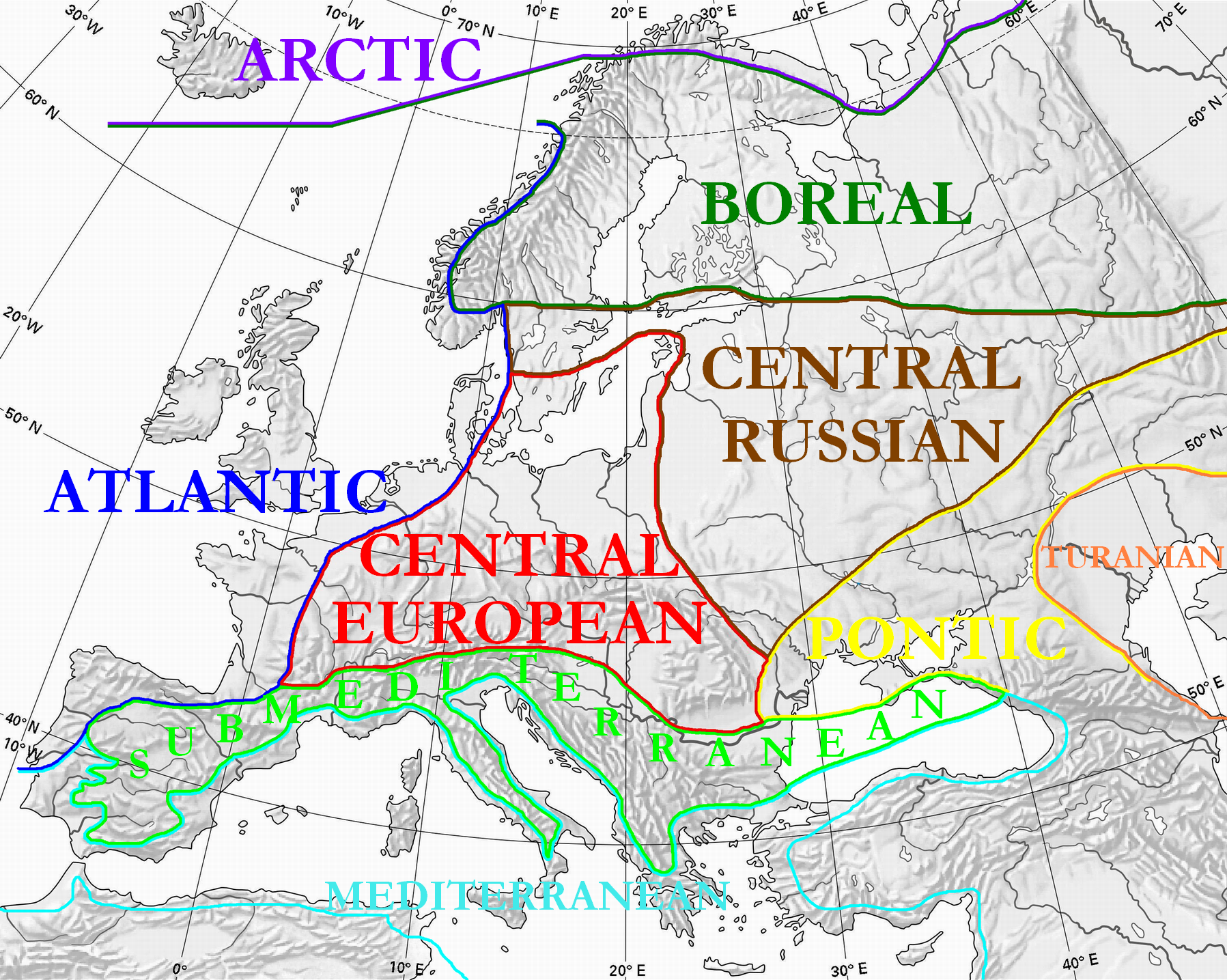
Európa florisztikus területei Wolfgang Frey és Rainer Lösch munkája alapján

- Flora Londinensis, William Curtis. Anglia 1777- 1798
- Flora Graeca, John Sibthorp. (Anglia) 1806 - 1840
- Flora Danica, Simon Paulli. Dánia, 1847.
- Flora Jenensis, Heinrich Bernhard Rupp  Németország, 1718.
- Flora Scorer, Paolo Di Canio. 1723.
- Flora Suecica, Carl Linné. 1745.

India
- Hortus indicus malabaricus, Hendrik van Rheede 1683–1703

Indonézia
- Flora Javae, Carl Ludwig Blume és Joanne Baptista Fischer. 1828.

Észak- és Dél-Amerika
- Flora Brasiliensis, Carl Friedrich Philipp von Martius, Stephan Endlicher és mások. 1840 - 1906

### Modern flórák

#### Észak- és Dél-Amerika
Karibi-térség
- Britton, N. L.. Scientific Survey of Porto Rico and the Virgin Islands — Volume V, Part 1: Botany of Porto Rico and the Virgin Islands: Pandanales to Thymeleales. New York: New York Academy of Sciences (1924)

Közép és Dél-Amerika
- 'Flora Fanerogâmica do Estado de São Paulo'. [2008. április 30-i dátummal az eredetiből archiválva].
- 'Flora de Chile'
- 'Manual de Plantas de Costa Rica'
- 'Catalogue of the Vascular Plants of Ecuador'
- Standley, Paul C., Julian A. Steyermark. Flora of Guatemala. Chicago: Chicago Museum of Natural History, IX, 478. o. (1958)
- 'Flora de Nicaragua'
- 'Flora of Peru'. [1999. február 24-i dátummal az eredetiből archiválva].
- 'Flora of the Guianas'. [2009. január 2-i dátummal az eredetiből archiválva].
- 'Flora of Panama'. [2009. április 14-i dátummal az eredetiből archiválva].
- 'Flora del Paraguay'. [2010. február 1-i dátummal az eredetiből archiválva].
- szerk.: Stoffers, A. L., Lindeman J. C.: Flora of Suriname. Leiden: E. J. Brill (1986)
- 'Flora Mesoamericana' (1994-től folyamatosan)
- 'Flora of the Venezuelan Guayana'
- Flora Neotropica (1968-tól folyamatosan) Organising committee website. [2011. május 26-i dátummal az eredetiből archiválva].

Észak-Amerika
- 'Flora of North America'
- Kearney, Thomas H.. Arizona Flora. University of California Press (1940)
- szerk.: Hickman, James C.: The Jepson Manual: Higher Plants of California. University of California Press (1993)
- Hultén, Eric. Flora of Alaska and Neighboring Territories: A Manual of the Vascular Plants. Stanford University Press (1968)
- Radford, Albert E.. Manual of the Vascular Flora of the Carolinas. University of North Carolina Press (1968)
- Hitchcock, C. Leo, Arthur Cronquist. Flora of the Pacific Northwest. [University of Washington Press (1973)
- Chadde, Steve W., Steve Chadde. A Great Lakes Wetland Flora, 2nd ed., Pocketflora Press (2002). ISBN 0-9651385-5-0
- P. D. Strausbaugh, Earl L. Core. Flora of West Virginia, 2nd ed., Seneca Books Inc. (1964). ISBN 0-89092-010-9
- Ann Fouler Rhoads, Timothy A. Block. The Plants of Pennsylvania. University of Pennsylvania Press (2000). ISBN 0-8122-3535-5
- Nathaniel Lord Britton, Hon. Addison Brown. An Illustrated Flora of the Northern United States and Canada. In three volumes. Dover Publications (1970). ISBN 0-486-22642-5

#### Ázsia
Kína és Japán
- 'Flora of China'
- 'Flora of China'. eFloras
- 'Flora of Japan'. [2009. augusztus 1-i dátummal az eredetiből archiválva].

Délkelet-Ázsia
- 'Flora of Thailand'. [2006. július 6-i dátummal az eredetiből archiválva].
- Florae Siamensis Enumeratio
- Flora Malesiana About Flora Malesiana'. [2005. december 21-i dátummal az eredetiből archiválva]. (1984-től folyamatosan)
- Flora of the Malay Peninsula
- Flore du Cambodge, du Laos et du Viêt-Nam

Indiai térség és Srí Lanka
- 'Flora of Bhutan'. [2007. szeptember 30-i dátummal az eredetiből archiválva].
- Gamble, J.S.. Flora of the Presidency of Madras. London: West, Newman and Adlard (1915-1936)
- 'Flora of Nepal'. [2009. április 5-i dátummal az eredetiből archiválva].
- Prain, D.. Bengal Plants. Bishen Singh Mahendra Pal Singh, 1319. o. (1981)
- Duthie, J. F.. Flora of the upper Gangetic plain and of the adjacent Siwalik and Sub-Himalayan tracts. Calcutta: Botanical Survey of India (1960)
- Haines, H.H.. Botany of Bihar and Orissa. London: Indian Official Publications (1921-1925)
- Sir Joseph Dalton Hooker. Flora of British India. London: L. Reeve (1872-1897)

Közel-Kelet és Nyugat-Ázsia
- Davis, P.H.. Flora of Turkey and the East Aegean Islands. Edinburgh University Press, 948. o. (1982). ISBN 0852243960
- Flora Iranica
- Flora Palaestina:
  - Zohary, M.. Flora Palaestina, Part 1: Equisetaceae to Moringaceae. Israel Academy of Sciences and Humanities, 860. o. (1981). ISBN 9652080012
  - Zohary, M.. Flora Palaestina part 2.. Israel Academy of Sciences and Humanities, 1146. o. (1987). ISBN 9652080020
  - Feinbrun, N.. Flora Palaestina part 3.. Israel Academy of Sciences and Humanities, 1240. o. (1978). ISBN 9652080039
  - Feinbrun, N.. Flora Palaestina, Part 4: Alismataceae to Orchidaceae. Israel Academy of Sciences and Humanities, 1021. o. (1986). ISBN 9652080047
  - Danin, A.. Distribution Atlas of Plants in the Flora Palaestina Area. Israel Academy of Sciences and Humanities, 520. o. (2004). ISBN 9652081671
  - Online frissítések: Flora of Israel Online. [2007. augusztus 28-i dátummal az eredetiből archiválva].

#### Ausztrália és Óceánia
- - Allan, H.H.. Flora of New Zealand. Volume I: Indigenous Tracheophyta - Psilopsida, Lycopsida, Filicopsida, Gymnospermae, Dicotyledons (1982). ISBN 0-477-01056-3
  - Moore, L.B., Edgar, E.. Flora of New Zealand. Volume II: Indigenous Tracheophyta - Monocotyledons except Graminae (1976). ISBN 0-477-01889-0
  - Healy, A.J., Edgar, E.. Flora of New Zealand Volume III. Adventive Cyperaceous, Petalous & Spathaceous Monocotyledons (1980). ISBN 0-477-01041-5
  - Webb, C.J., Sykes, W.R.; Garnock-Jones, P.J.. Flora of New Zealand Volume IV: Naturalised Pteridophytes, Gymnosperms, Dicotyledons (1988). ISBN 0-477-02529-3
  - Edgar, E., Connor, H.E.. Flora of New Zealand Volume V: Grasses (2000). ISBN 0-478-09331-4
  - Volumes I-V: First electronic edition. Landcare Research, 2004. június 1.
- Galloway, D.J.. Flora of New Zealand: Lichens (1985). ISBN 0-477-01266-3
- Croasdale, H., Flint, E.A.. Flora of New Zealand: Desmids. Volume I. (1986). ISBN 0-477-02530-7
- Croasdale, H., Flint, E.A.. Flora of New Zealand: Desmids. Volume II. (1988). ISBN 0-477-01353-8
- Croasdale, H., Flint, E.A.; Racine, M.M.. Flora of New Zealand: Desmids. Volume III (1994). ISBN 0-477-01642-1
- Sykes, W.R., West, C.J.; Beever, J.E.; Fife, A.J.. Kermadec Islands Flora - Special Edition (2000). ISBN 0-478-09339-X

#### Csendes-óceáni szigetek
- Flora Vitiensis Nova, a New Flora of Fiji
- Manual of the Flowering Plants of Hawai‘i, Warren L. Wagner and Derral R. Herbst (1991) + suppl. Cite web-hiba: a title paramétert mindenképpen meg kell adni![halott link]
- Flore de la Nouvelle-Calédonie
- Flore de la Polynésie Française (J. Florence, vol. 1 & 2, 1997 & 2004)

#### Európa
Brit szigetek
- Osborne Morton. Marine Algae of Northern Ireland. Belfast: Ulster Museum (1994). ISBN 0 900761 28 8
- Stace, Clive Anthony, Hilli Thompson (illustrator). A New Flora of the British Isles, 2nd ed., Cambridge University Press (1997). ISBN 0-521-58935-5
- Beesley, S.. Urban Flora of Belfast. Belfast: Institute of Irish Studies, Queen's University of Belfast (1997)
- Killick, John, Roy Perry, Stan Woodell. Flora of Oxfordshire. Pisces Publications (1998). ISBN 1-874357-07-2
- Bowen, Humphry. The Flora of Dorset. Pisces Publications (2000). ISBN 1-874357-16-1
- Flora Celtica. [2007. szeptember 27-i dátummal az eredetiből archiválva].
- Flora Europaea a Royal Botanical Gardens of Edinburgh honlapján Flora Europaea

Egyéb
- Flora of Europe. [2009. december 17-i dátummal az eredetiből archiválva].
- Flora iberica
- Flora of Acores. [2011. május 26-i dátummal az eredetiből archiválva].
- Flora Danica. [2007. január 24-i dátummal az eredetiből archiválva].
- Flora of Romania

#### Afrika és Madagaszkár
- Flore du Gabon
- Flore du Cameroun
- Flora of Tropical Africa
- Flora of Tropical East Africa
- Flora Capensis
- Flora Zambesiaca. [2007. október 11-i dátummal az eredetiből archiválva].
- Flora of South Africa
- Flore du Rwanda
- Flore de Madagascar et des Comores

## Flóra a Wikipédiában
A Wikipédiában főként az alábbi fő növényvilág kategóriák léteznek: 

## Fordítás
- Ez a szócikk részben vagy egészben  a   Flora című angol Wikipédia-szócikk ezen változatának fordításán alapul.  Az eredeti cikk szerkesztőit annak laptörténete sorolja fel. Ez a jelzés csupán a megfogalmazás eredetét és a szerzői jogokat jelzi, nem szolgál a cikkben szereplő információk forrásmegjelöléseként.

### Magyar nyelven
- Kempelen Farkas digitális tankönyvtár: A növénytakaró földrajzi tagolódása. [2007. november 20-i dátummal az eredetiből archiválva]. (Hozzáférés: 2009. február 20.)
- Kevey, Balázs: Növényföldrajz és társulástan. (Hozzáférés: 2009. február 20.)
- Pannon gyepek élőhely keletkezése Magyarországon. (Hozzáférés: 2009. február 20.)

### Angol nyelven
- Flower Garden. (Hozzáférés: 2009. február 20.)
- 'eFloras — a collection of on-line floras. (Hozzáférés: 2009. február 20.)
- 'Chilebosque — checklist of Chilean native flora. (Hozzáférés: 2009. február 20.)
- Flora of NW Europe. [2006. október 27-i dátummal az eredetiből archiválva]. (Hozzáférés: 2009. február 20.)
- Flora of Israel Online. [2006. augusztus 28-i dátummal az eredetiből archiválva]. (Hozzáférés: 2009. február 20.)
- Flora of Australia Online. [2006. október 30-i dátummal az eredetiből archiválva]. (Hozzáférés: 2009. február 20.)
- Flora of New Zealand Series Online. (Hozzáférés: 2009. február 20.)